# Santiago de Palmares
Santiago es un distrito del cantón de Palmares, en la provincia de Alajuela, de Costa Rica.

## Historia
Santiago fue creado el 19 de abril de 1911 por medio de Decreto Ejecutivo 12. Segregado de canton Atenas.

## Geografía
Santiago cuenta con un área de 7,96 km² y una altitud media de 1080 m s. n. m.

## Demografía
Para el año 2022, Santiago cuenta con una población estimada de 3104 habitantes, y para el último censo efectuado, en 2011, Santiago contaba con una población de 2737 habitantes.

## Localidades
- Poblados: La Mina, Pinos (parte).
- Barrios: La Chola, Calle San José, Pata de Gallo (parte), Bajo Las Palmas (parte).

## Transporte

### Carreteras
Al distrito lo atraviesan las siguientes rutas nacionales de carretera:
- Ruta nacional 713
- Ruta nacional 714